# Сотира (окръг Фамагуста)
Сотѝра (на гръцки: Σωτήρα) е град в Кипър, окръг Фамагуста. Според статистическата служба на Република Кипър през 2001 г. има 4258 жители.
Намира се на запад от Паралимни.